# Hugo Boris
Œuvres principales
- Le Baiser dans la nuque
- La Délégation norvégienne
- Je n'ai pas dansé depuis longtemps
- Trois Grands Fauves
- Police
- Le Courage des autres
- Débarquer

Hugo Boris est un écrivain français né en 1979 à Paris.

## Biographie
Né en 1979, Hugo Boris est diplômé de l’Institut d'études politiques de Bordeaux et de l’École nationale supérieure Louis-Lumière à Paris.
En 2003, il est remarqué par sa nouvelle N'oublie pas de montrer ma tête au peuple, publiée au Mercure de France, qui remporte le prix du jeune écrivain.
En 2005, il publie chez Belfond son premier roman, Le Baiser dans la nuque. L'ouvrage, qui décrit la rencontre d'un professeur de piano avec une sage-femme frappée de surdité, est récompensé par le Festival du premier roman de Chambéry et par le prix Emmanuel-Roblès. Le livre rencontre un succès critique et public qui en fait l'un des événements de la rentrée littéraire. Télérama évoque un roman « léger comme une chanson, sombre comme un requiem », d'une écriture qui « laisse toujours passer l’émotion, la poésie, sans mièvrerie », d’un texte qui va « à l’encontre des publications de la rentrée littéraire qui trompettent et tempêtent ». Elle, d'un texte « au rythme soutenu, presque musical, nourri d’une écriture vivante et souvent poignante d’humanité ».
En 2007, paraît La Délégation norvégienne, qui développe une intrigue criminelle où l’assassin est le lecteur en personne. Les dernières pages de ce nouveau huis clos, au cœur d’une forêt scandinave, ne sont pas découpées. Le lecteur doit se munir d’un coupe-papier pour les trancher et, ce faisant, commettre un meurtre littéraire. Ce deuxième roman, finaliste du grand prix RTL-Lire, a obtenu le premier prix littéraire des hebdos en région. Le Monde des Livres parle d'un roman « ludique comme un Cluedo, troublant comme un Hitchcock ». Lire, d'un auteur qui « est au-delà du procédé, referme le piège et nous tient comme des pantins ».
En 2010 paraît Je n’ai pas dansé depuis longtemps, le parcours initiatique d’un cosmonaute soviétique en apesanteur pendant plus de quatre cents jours. L’ouvrage a été récompensé par le prix Amerigo-Vespucci et a été finaliste de nombreux prix, dont le grand prix RTL-Lire, le prix Landerneau, et le prix Françoise-Sagan. 
Publié en août 2013, son roman Trois Grands Fauves tresse un cordon ombilical imaginaire entre Georges Danton, Victor Hugo et Winston Churchill. Il est retenu dans la sélection finale du prix du roman Fnac et du prix du Style, et remporte le prix Thyde Monnier de la Société des gens de lettres (SGDL). Trois grands Fauves est retenu parmi les 25 meilleurs livres de l’année par le journal Le Point.
En 2016, son roman Police est publié chez Grasset. Il est sélectionné pour le premier Prix Patrimoines, et remporte le Prix Eugène-Dabit du roman populiste ainsi que le Prix littéraire des lycéens et apprentis de la région PACA. Traduit dans plusieurs pays, Police est adapté au cinéma en 2020 par Anne Fontaine avec Omar Sy, Virginie Efira, Grégory Gadebois et Payman Maadi.
En 2020 paraît Le Courage des autres, toujours chez Grasset, recueil de scènes observées par l'auteur dans les transports en commun pendant quinze ans, galerie de portraits et point de départ d'une réflexion sur le courage. Le jury du Prix Europe 1-GMF lui décerne une mention spéciale et le livre emporte le Prix littéraire des lycéens, apprentis et stagiaires de la région Île-de-France.
Chacun des livres d’Hugo Boris aborde un genre différent, semble s’en emparer pour l'imiter, puis le déconstruire. En dehors du jeu sur le genre, un certain nombre de thèmes hantent son univers romanesque : le huis-clos, l’animalité, le dépassement de soi.
Il reconnaît Guy de Maupassant et Michel Tournier comme des influences majeures[réf. souhaitée].
Hugo Boris a également réalisé une dizaine de films courts et travaillé comme assistant réalisateur sur plusieurs documentaires.

## Autres fonctions
- Depuis janvier 2020 : membre de la Commission d'attribution des aides de la Sofia[6].
- Juré du prix Eugène-Dabit du roman populiste.
- Juré du prix du jeune écrivain.

## Publications
- N’oublie pas de montrer ma tête au peuple, Paris, éd. Mercure de France, 2003.
- Le Baiser dans la nuque, Paris, éd. Belfond, 2005,  (ISBN 2-7144-4193-9), Paris, éd. Pocket, 2007,  (ISBN 978-2-266-22153-5).
- La Délégation norvégienne, Paris, éd. Belfond, 2007  (ISBN 978-2-7144-4249-9), Paris, éd. Pocket, 2009  (ISBN 978-2-266-18144-0), Paris, éd. Belfond, 2023  (ISBN 978-2-7144-0335-3), Paris,  audiolivre éd. Lizzie, 2024  (ISBN 9791036632259) .
- Je n’ai pas dansé depuis longtemps, Paris, éd. Belfond, 2010  (ISBN 978-2-7144-4513-1) (BNF 42140247), Paris, éd. Pocket, 2011  (ISBN 978-2-266-20865-9).
- Trois Grands Fauves, Paris, éd. Belfond, 2013  (ISBN 978-2714454447), éd. Pocket, 2015  (ISBN 978-2-266-24901-0).
- Police, Paris, éd. Grasset, 2016  (ISBN 978-2-246-86144-7), Paris, éd. Pocket, 2017  (ISBN 2266273000), Paris,  audiolivre éd. Audiolib, 2019  (ISBN 9782367629384).
- Le Courage des autres, Paris, éd. Grasset, 2020  (ISBN 978-2-246-82059-8), Paris, éd. Pocket, 2021  (ISBN 978-2-266-31274-5).
- Débarquer, Paris, éd. Grasset, 2022  (ISBN 978-2-246-82833-4), Paris, éd. Pocket, 2023  (ISBN 978-2-266-33319-1).

## Prix et distinctions
- 2003 : prix du jeune écrivain pour la nouvelle N’oublie pas de montrer ma tête au peuple
- 2006 : prix Emmanuel-Roblès pour Le Baiser dans la nuque
- 2008 : prix littéraire des Hebdos en Région pour La Délégation norvégienne[3]
- 2010 : prix Amerigo-Vespucci pour Je n’ai pas dansé depuis longtemps
- 2013 :
  - sélection finale du Prix du roman Fnac[7] pour Trois Grands Fauves
  - prix Thyde Monnier de la Société des gens de lettres pour Trois Grands Fauves
- 2016 :
  - prix Eugène-Dabit du roman populiste pour Police
  - sélection du Prix Patrimoines[8] pour Police
- 2018 :
  - prix littéraire des lycéens et apprentis de la région PACA pour Police
  - sélection du Prix SNCF du polar pour Police
- 2020 :
  - Prix Europe 1-GMF : mention spéciale du jury pour Le Courage des autres
- 2021 :
  - Prix littéraire des lycéens, apprentis et stagiaires de la région Île-de-France pour Le Courage des autres
- 2023 :
  - Prix littéraire du Cotentin pour Débarquer